# بزماهی
بزماهی(نام علمی: Mullus) نام یک سرده از تیره بزماهیان است.